# Marcelo Lacerda
Marcelo Lacerda, vollständiger Name Marcelo Lacerda Breijo, (* 5. September 1990 in Paysandú) ist ein uruguayischer Fußballspieler.

## Karriere

### Verein
Der 1,78 Meter große Mittelfeldakteur Lacerda gehörte zu Beginn seiner Karriere bereits mindestens 2007 der Jugendmannschaft und ab der Saison 2010/11 bis August 2011 dem Erstligakader des Montevideo Wanderers an. Bei den Wanderers bestritt er in der Spielzeit 2010/11 sechs Spiele in der Primera División. Ein Tor erzielte er nicht. Im August 2011 wechselte er innerhalb der Liga zum Cerro Largo FC und kam bei dem in Melo ansässigen Klub in der Saison 2011/12 zweimal (kein Tor) in der höchsten uruguayischen Spielklasse zum Einsatz. Ab Ende August 2012 wird eine Station beim Club Atlético Rentistas geführt. In der Saison 2013/14 weist die Statistik dort sieben Erstligaspiele (kein Tor) für Lacerda aus. Zur Apertura 2014 schloss er sich dem Zweitligisten Boston River an. Dort lief er in der Spielzeit 2014/15 siebenmal (kein Tor) in der Segunda División auf. Anschließend liegen Meldungen über eine Kaderzugehörigkeit bislang (Stand: 17. Juli 2016) nicht vor.

### Nationalmannschaft
Lacerda gehörte der uruguayischen U-17-Nationalmannschaft an und war Teil des Kaders bei der U-17-Südamerikameisterschaft 2007 in Ecuador.